# Marko Koers
Marko Ewout Koers (Molenhoek, 3 november 1972) is een Nederlandse voormalige atleet, die gespecialiseerd was in de 800 m en 1500 m. Hij is negenvoudig Nederlands kampioen en had het Nederlands record in handen op de 1000 m (2.15,05). Indoor was hij op de Engelse mijl met 3.57,37 nationaal recordhouder van 2001 tot 2024. Hij nam driemaal deel aan de Olympische Spelen en wist hierbij eenmaal door te dringen tot de finale.

## Biografie

### Eerste internationale toernooien
Op jonge leeftijd begon Koers met hardlopen en al snel boekte hij successen op nationale en internationale jeugdwedstrijden. Zo nam hij in 1990 deel aan zijn eerste grote internationale toernooi, de wereldkampioenschappen voor junioren in Plovdiv. Uit de verf kwam hij daar overigens nog niet. Hij werd op de 1500 m in zijn serie zelfs teleurstellend uitgeschakeld. Na afloop weet hij dit aan de zware limietenjacht die aan het toernooi vooraf was gegaan, gekoppeld aan de spanning rond het einde van het schooljaar.
Een jaar later zat de Nijmegenaar op de Europese kampioenschappen voor junioren in het Griekse Thessaloniki er op de 800 m al veel beter bij. Na in zijn serie als tweede te zijn geëindigd in 1.53,39, raakte hij in de halve finale verwikkeld in een fel gevecht. Ten slotte bleek hij in de slotfase niet opgewassen tegen het geweld, maar over zijn gelopen tijd van 1.50,68 kon hij redelijk tevreden zijn. Datzelfde jaar kreeg Marko Koers een studiebeurs en ging naar de Amerikaanse universiteit van Illinois.

### Olympische Spelen en eerste WK-ervaring
In 1992 kwalificeerde Marko Koers zich op de 800 m voor de Olympische Spelen van Barcelona. Hier drong hij met een tijd van 1.46,88 in de series door tot de halve finale, waarin hij zevende werd in 1.52,53.
In 1993 won hij de 800 m op de universiade in Buffalo. Hij was er veel te sterk voor de verzamelde concurrentie, die hij in 1.48,57 bijna een seconde voorbleef. Rekening houdend met voorgaande resultaten werd op de wereldkampioenschappen in Stuttgart van dat jaar gehoopt op een finaleplaats. Dat lukte echter niet, ook al kwam Koers op de 800 m een heel eind. Nadat hij in de serie met de hakken over de sloot in 1.46,40 als een van de verliezende tijdsnelsten was doorgedrongen tot de halve finale, kwam hij hierin ondanks een goede 1.45,90 net iets te kort om door te zetten tot een van de eerste plaatsen. Hij werd vijfde. "Ik kan met eer het toernooi verlaten", concludeerde Koers. "Ik heb in de halve finale meer geknokt dan op de Spelen. Maar het blijft balen, natuurlijk".

### Teleurstellingen
Een jaar later, op de Europese kampioenschappen in Helsinki, mocht hij het opnieuw proberen en weer was er van tevoren optimisme over zijn mogelijkheden. "Ik zou teleurgesteld zijn als hij de finale niet haalt", liet trainer Theo Joosten zich voorafgaand ontvallen. Toch kwam Marko Koers weer niet verder dan de halve finale en opnieuw werd hij hierin vijfde. "Ik hoor hier dus niet bij, nog niet bij in ieder geval", was achteraf zijn eerlijke conclusie.
Mocht Koers hoop hebben gehad dat hij op de WK van 1995 in Göteborg verder zou komen dan bij zijn eerdere optredens, dan kwam hij bedrogen uit. De Molenhoeker, die voorafgaand in november 1994 een knie-operatie had moeten ondergaan en hierdoor pas laat in 1995 aan zijn wedstrijdseizoen kon beginnen, had desondanks goede hoop gehad om voorbij de series te komen, maar dat mislukte. De felle eindsprint aan het einde van zijn langzaam begonnen 800 meterrace brak hem op. "Als ik beter wil presteren op zo'n toernooi, dan moet ik in het voorseizoen meer kunnen laten zien", zo concludeerde hij terecht.

### OS van 1996: beste Nederlander
In 1996 vertegenwoordigde Koers Nederland opnieuw op de Olympische Spelen van Atlanta, ditmaal op de 1500 m. Die keuze had hij gemaakt, nadat bekend was geworden dat de eerste ronde op de 800 m was afgelast wegens onvoldoende deelname. Koers schatte dat dit zou leiden tot een ongemeen harde en felle schifting in de halve finales en verkoos de 1500 m. Ook hier ging het er echter ongemeen fel aan toe. In de serie van Marko Koers werd zelfs de snelste eerste ronde ooit op Olympische Spelen gelopen. Toch overleefde hij de slachting en ging hij met 3.36,06 als vijfde over naar de eindstrijd. Hierin raakte hij aanvankelijk vanwege het trage tempo ingesloten in het dichte veld, maar toen de Algerijn Noureddine Morceli, de latere winnaar, het veld met een versnelling uit elkaar trok, kon Koers flinke winst boeken en eindigde hij ten slotte als zevende in 3.38,18. Het bleek de beste prestatie van de Nederlandse delegatie in Atlanta.

### Zilver met een gouden randje
Dat Marko Koers nu zover was gekomen, dat hij ook voor het eremetaal kon meestrijden, bewees hij in de jaren na Atlanta. Op de WK van 1997 in Athene werden die medaillekansen hem van tevoren reeds toegedicht, maar vier zware 800 meterwedstrijden in vijf dagen bleken nog net iets te veel van het goede. Hierdoor moest hij in de finale, die werd gewonnen door Wilson Kipketer in 1.43,38, met zijn tijd van 1.44,85 uiteindelijk genoegen nemen met een zesde plaats. De vele wedstrijden die hij in het seizoen voorafgaand aan deze WK had gelopen, eisten hun tol.
In 1998 leek Koers tijdens de Europese indoorkampioenschappen in Valencia op dezelfde afstand echter regelrecht op het goud af te gaan, nadat hij in de finale op 50 meter voor het einde de leidende Noor Vebjørn Rodal, regerend olympisch kampioen, wist te passeren. Beiden hadden evenwel geen rekening gehouden met de jonge Duitser Nils Schumann, Europees juniorenkampioen, die aan de binnenkant door een piepklein gaatje kroop en met een sterke demarrage in 1.47,02 naar het goud sprintte. Koers veroverde door zijn aanvallende lopen vlak achter Schumann de zilveren medaille in 1.47,20. "Ik was absoluut verbouwereerd", was zijn commentaar na afloop. "Maar ik ben ook hartstikke blij met deze medaille."

### Derde olympische optreden
In de jaren die volgden nam Koers nog deel aan menig internationaal toernooi en zelfs mocht hij in 2000 voor de derde maal zijn opwachting maken bij de Olympische Spelen, die van Sydney, maar op de 1500 m overleefde hij met zijn 3.39,42 deze keer de halve finale niet. De laatste keer dat dit hem op een groot kampioenschap wel lukte, was op de EK van 2002 in München, waar hij op de 1500 m achtste werd.
Na in 2003 nog tweemaal Nederlands 1500 meterkampioen te zijn geworden en na in 2004 een laatste keer aan een WK indoor te hebben deelgenomen, zette Koers aan het eind van dat jaar een punt achter zijn sportcarrière.
Vervolgens was hij enige tijd werkzaam voor de Stichting Sporttop en mentor van Kai Bloetjes. Tegenwoordig is hij adviseur bedrijfssport (om werkgevers te helpen bij interne betrokkenheid en vitaliteit van werknemers) en begeleidt hij rolstoeltennisster Aniek van Koot.

## Kampioenschappen

### Internationale kampioenschappen
| Onderdeel | Titel                 | Jaar       |
| --------- | --------------------- | ---------- |
| 800 m     | NCAA-indoorkampioen   | 1993       |
|           | Universitair kampioen | 1993       |
| 1500 m    | NCAA-kampioen         | 1993, 1996 |

### Nederlandse kampioenschappen
Outdoor
| Onderdeel                 | Jaar                   |
| ------------------------- | ---------------------- |
| 800 m                     | 1994, 1995, 1997, 1999 |
| 1500 m                    | 2003                   |
| veldlopen (korte afstand) | 1999                   |

Indoor
| Onderdeel | Jaar             |
| --------- | ---------------- |
| 1500 m    | 1997, 2000, 2003 |

## Persoonlijke records
Outdoor
| Onderdeel   | Prestatie       | Datum            | Plaats  |
| ----------- | --------------- | ---------------- | ------- |
| 800 m       | 1.44,01         | 22 augustus 1997 | Brussel |
| 1000 m      | 2.15,05 (ex-NR) | 16 juli 1997     | Nice    |
| 1500 m      | 3.33,05 (ex-NR) | 28 juni 1996     | Parijs  |
| 1 Eng. mijl | 3.53,47         | 30 augustus 1996 | Berlijn |
| 2000 m      | 5.04,75         | 15 juni 1997     | Woluwe  |
| 3000 m      | 7.46,52         | 12 juni 1999     | Leiden  |

Indoor
| Onderdeel   | Prestatie       | Datum            | Plaats     |
| ----------- | --------------- | ---------------- | ---------- |
| 800 m       | 1.46,43         | 9 maart 1997     | Liévin     |
| 1000 m      | 2.17,77         | 20 februari 1997 | Stockholm  |
| 1500 m      | 3.38,91         | 18 februari 2001 | Birmingham |
| 1 Eng. mijl | 3.57,37 (ex-NR) | 15 februari 2001 | Stockholm  |

## Palmares

### 800 m
- 1991:  NK - 1.49,15
- 1991: 6e ½ fin. EJK - 1.50,68
- 1991: 5e Gala '91 te Kerkrade - 1.50,32
- 1991:  B-loop Adriaan Paulen Memorial - 1.48,12
- 1992:  Adriaan Paulen Memorial - 1.45,57
- 1992: 7e ½ fin. OS - 1.52,53 (1.46,88 in serie)
- 1993:  Adriaan Paulen Memorial - 1.45,91
- 1993:  Universiade - 1.48,57
- 1993:  Europacup C - 1.47,86
- 1993: 5e ½ fin. WK - 1.45,90
- 1994:  NK - 1.50,03
- 1994: 5e ½ fin. EK - 1.47,52 (1.47,18 in serie)
- 1995: 4e Adriaan Paulen Memorial - 1.46,59
- 1995: 8e Europa Cup te Bazel - 1.49,25
- 1995:  NK - 1.46,57
- 1995: 5e in serie WK - 1.46,73
- 1996:  Europacup C - 1.51,56
- 1997: 5e WK indoor - 1.46,43
- 1997:  Adriaan Paulen Memorial - 1.44,95
- 1997:  NK - 1.47,01
- 1997: 6e WK - 1.44,85
- 1997: 7e Grand Prix Finale - 1.45,73
- 1998:  EK indoor - 1.47,20
- 1999: 6e Europa Cup te Lahti - 1.51,80
- 1999:  NK - 1.46,99
- 2001:  Nijmegen Global Athletics - 1.46,70
- 2001: 4e FBK Games - 1.46,22
- 2002: 10e FBK Games - 1.48,62
- 2003: 4e NK - 1.49,36
- 2004:  NK indoor - 1.49,13
- 2004:  NK - 1.50,39

### 1500 m
- 1990: 13e in serie WJK - 4.15,37
- 1992: 4e NK - 3.45,47
- 1996: 7e OS - 3.38,18 (3.36,06 in ½ fin.)
- 1997:  NK indoor - 3.49,20
- 1997:  Europacup B in Dublin - 3.50,41
- 1997:  Papendal Games - 3.35,73
- 1999: 5e Adriaan Paulen Memorial - 3.38,28
- 1999: 10e in ½ fin. WK - 3.40,15 (3.38,04 in serie)
- 2000:  NK indoor - 3.43,65
- 2000: 4e in serie EK indoor in Gent - 3.42,13
- 2000:  Europacup B in Bydgoszcz - 3.41,81
- 2000: 8e in ½ fin. OS - 3.39,42 (3.39,16 in serie)
- 2001: 6e in serie WK indoor - 3.43,17
- 2001: 4e NK - 3.53,91
- 2002:  Papendal Games - 3.38,15
- 2002:  NK - 3.46,27
- 2002: 8e EK - 3.46,68
- 2003:  NK indoor - 3.43,64
- 2003:  NK - 3.47,60
- 2004: 5e Europese indoorcup - 3.51,08
- 2004: 5e in ½ fin. WK indoor - 3.42,53
- 2004: 11e FBK Games - 3.46,37

### veldlopen
- 1991: 119e WK voor junioren - 28.22
- 1999:  NK te Heerde (korte afstand = 4022 m) - 12.47
- 1999: 99e WK (korte afstand = 4,2 km) - 14.04
- 2001:  Profilecross in Uden (korte afstand = 3720 m) - 12.16
- 2002: 5e NK te Amersfoort (korte afstand = 5 km) - 17.03

## Onderscheidingen
- KNAU-jeugdatleet van het jaar (Albert Spree-Beker) - 1991
- KNAU-atleet van het jaar - 1996, 1997